# Сытников, Егор Вячеславович
Егор Вячеславович Сытников (род. 20 мая 2002, Ростов-на-Дону, Россия) — российский профессиональный баскетболист, играющий на позиции атакующего защитника.

## Карьера
Сытников родился в Ростове-на-Дону и является воспитанником местной школы баскетбола. На первенствах России Егор выступал за Ростовскую и Волгоградскую области среди юношей 2002 г.р. Перед вылетом на сборы в Италию Сытников случайно встретил в самолёте бывшего баскетболиста Виктора Кейру. После знакомства Кейру помог Егору отправиться в Словению на просмотр в «Цедевиту-Олимпию», «Гелиос Санз» и «Копер Приморска». По окончании просмотра «Цедевита-Олимпия» предложила Сытникову контракт и в возрасте 15 лет Егор переехал в Словению.
Концовку сезона 2020/2021 Сытников провёл в аренде в «Илирии», где был одним из лидеров команды и помог ей стать чемпионом Второй лиги Словении. В 12 матчах его статистика составила 9,4 очка, 2,1 подбора и 1,2 передачи.
В августе 2021 года Сытников перешёл в «Нижний Новгород» на правах аренды. В составе команды Егор принял участие в 1 матче Единой лиги ВТБ в котором отметился 1 передачей и 1 подбором. Большую часть сезона 2021/2022 Сытников провёл в «Нижнем Новгороде-2». В 14 матчах Единой молодёжной лиги ВТБ его статистика составила 9,2 очка, 4,4 подбора и 0,7 передачи.
В марте 2022 года Сытников покинул «Нижний Новгород» и перешёл в аренду в ЦСКА-2.
В ноябре 2022 года Сытников стал игроком «Динамо» (Владивосток).

## Сборная России
В мае 2018 Сытников принял участие в просмотровом сборе юниорской сборной России (до 16 лет).